# 膵頭十二指腸切除術
膵頭十二指腸切除術（すいとうじゅうにしちょうせつじょじゅつ、英: pancreaticoduodenectomy; PD）とは、膵頭部（膵臓の右側部分）と十二指腸を一括して切除する手術術式である。
胆道再建を伴うため、胆嚢および中下部胆管も同時に切除される。消化器外科学領域では最も侵襲の大きい手術の一つである。

## 歴史
1909年にドイツのWalther Kauschが十二指腸乳頭部癌に施行したのが最初と言われている。
日本では1949年に癌研究会附属病院の梶谷鐶が施行し初めて成功している。

## 疾患
膵頭部領域の膵臓、下部胆管、十二指腸および十二指腸乳頭の悪性腫瘍が適応となる。膵臓に発生する腫瘍は膵癌をはじめとして膵管内乳頭粘液性腫瘍（IPMN）、膵神経内分泌腫瘍など様々な腫瘍が手術対象になる。膵頭部と十二指腸は密に結合しているため、どちらか片方に限局した病変でも膵頭十二指腸切除術が行われる。
- 膵癌（膵頭部癌）
- 胆管癌（中下部胆管癌）
- 十二指腸乳頭部癌
- 膵管内乳頭粘液性腫瘍（分枝型IPMN）

## 術式
定型的な膵頭十二指腸切除術を以下に記述する。

### 切除部位
切除臓器は以下の通りで一括切除する。
- 胃の幽門側（出口側）2/3
- 十二指腸・空腸の一部
- 膵頭部
- 胆嚢・中下部胆管

癌の手術では周囲リンパ節を含む脂肪組織および神経叢も一括切除する。切除範囲に胃を含めるのは幽門部周囲のリンパ節を一括切除するためである。

### 臓器再建
消化管切除後に、食物・胆汁・膵液などの通り道を再びつなぎ合わせる術式を消化管再建と呼ぶ。様々な再建法が考えられているが、代表的なものは以下のものがある。再建の善し悪しは術後合併症に直結するため各施設で様々な工夫が施されており、それぞれ異なった手技が行われている。基本的には空腸（小腸）を引き上げて胃・胆管・膵の断端を吻合する術式である。膵癌取扱い規約ではこの吻合順で分類が行われている。
- I型：胆管、膵、胃の順に吻合。Whipple法など。
- II型：膵、胆管、胃の順に吻合。Child法など。
- III型：a. 胃、膵、胆管の順に吻合。今永法、Cattell法など。
- III型：b. 胃、胆管、膵の順に吻合。
- IV型：その他の吻合。胃膵吻合など。

特に膵の吻合は重篤な合併症（膵液瘻・腹腔内出血）に関係するため最も重要視されており、様々な工夫がなされている。

## 胃温存術
胃の機能温存目的に以下の改良手術術式がある
- 幽門輪温存膵頭十二指腸切除術（PPPD：Pylorus-Preserving Pancreaticoduodenectomy ）

胃幽門輪を残し幽門機能の温存を計る手術。胃内容排出遅延が増加するとの報告もある。
- 亜全胃温存膵頭十二指腸切除術（SSPPD：Subtotal Stomach-Preserving Pancreaticoduodenectomy）

幽門輪を切除とするが胃内容収容の温存を計る術式。

## 合併症
侵襲が大きい手術であり合併症の発生率も高い。主なものは、術後出血、縫合不全、膵液瘻、胆汁瘻、胆管炎、腹腔内膿瘍、胃内容排出遅延、難治性下痢、耐糖能異常（糖尿病）などである。日本での手術関連死亡率は1%程度と報告されている。術後のビタミンB1吸収障害による衝心性脚気の発症が報告されている。